# كلاوس-بيتر شولتسه
كلاوس-بيتر شولتسه هو سياسي ألماني، ولد في 3 يوليو 1954 في دوبرن في ألمانيا. نشط حزبياً في الاتحاد الديمقراطي المسيحي. في الانتخابات الفيدرالية الألمانية 2017، انتخب عضو في البوندستاغ الألماني عن دائرة Cottbus – Spree-Neiße ‏ وقد انضم خلال البوندستاغ الألماني التاسع عشر (24 أكتوبر 2017 – ) للكتلة البرلمانية الكتلة البرلمانية لائتلاف الاتحاد الديمقراطي المسيحي / الاتحاد الاجتماعي المسيحي في البوندستاغ ‏ وانتخب عمدة وانتخب عضو في البوندستاغ الألماني خلال فترته النيابية ‏ (22 أكتوبر 2013 – 24 أكتوبر 2017).

## وصلات خارجية
- الموقع الرسمي